# Pitalkhora

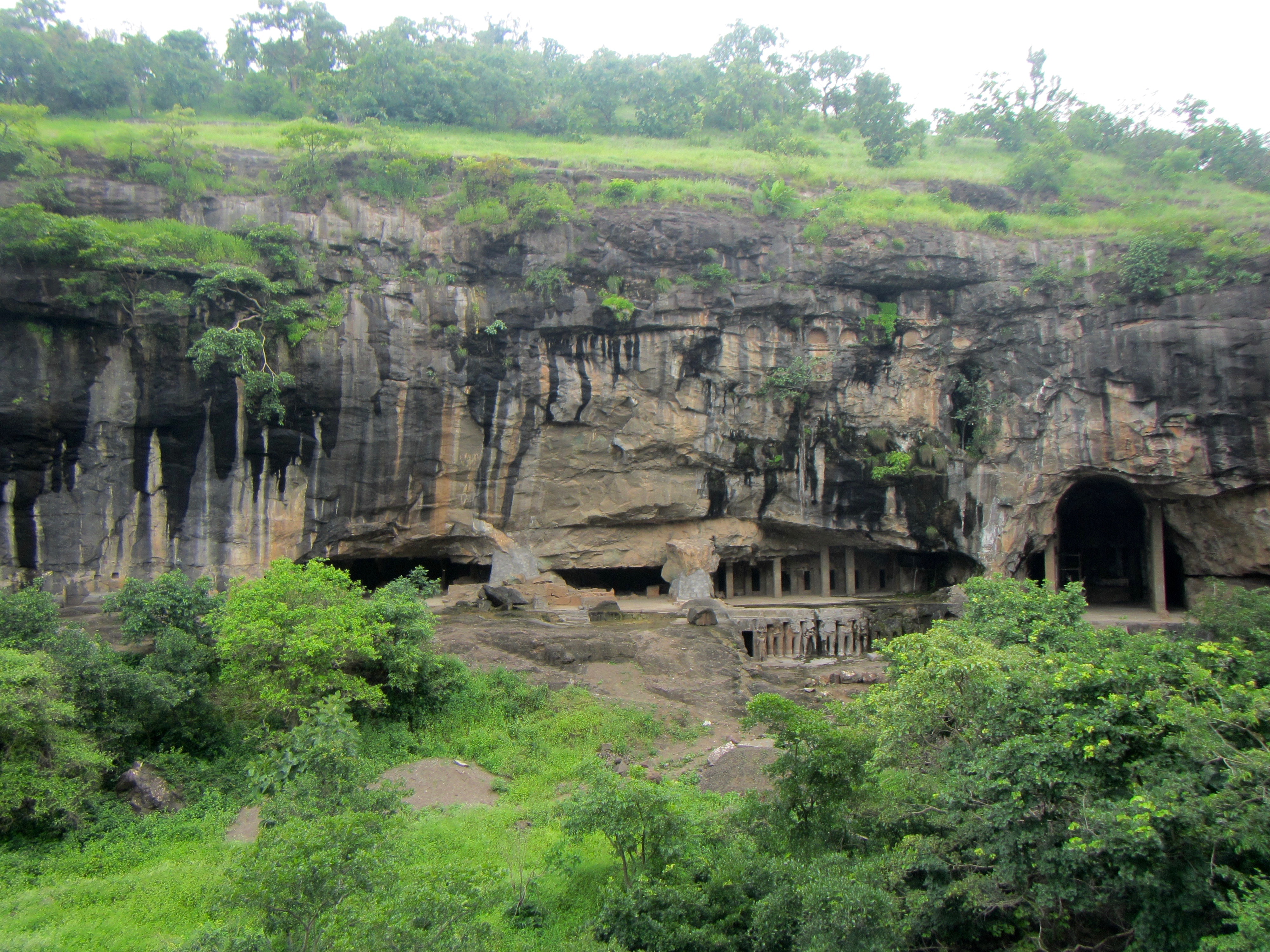
Pithalkhora-Höhlen

Die von ausländischen Touristen nur selten besuchten Pitalkhora-Höhlen (englisch Pithalkora Caves) im indischen Bundesstaat Maharashtra bilden ein frühes Ensemble buddhistischer Höhlenarchitektur; sie sind jedoch in einem schlechten Zustand.

## Lage

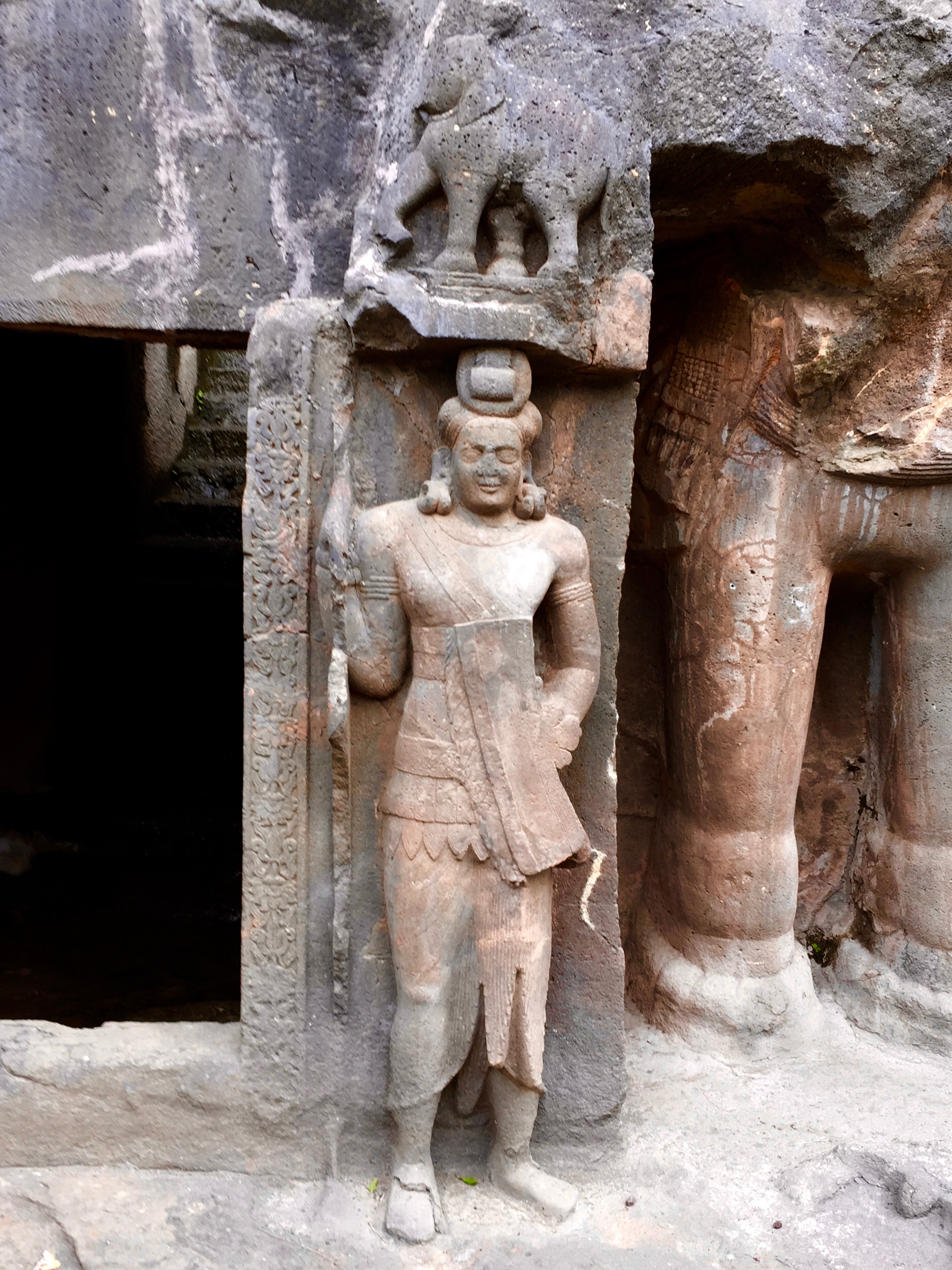
Wächterfigur (dvarapala) und Elefanten

Die 14 ca. 450 m hoch gelegenen Pitalkhora-Höhlen lagen ehemals an einem Handelsweg; heute liegen sie abseits aller größeren Städte: Die Millionenstädte Aurangabad und Nashik sind ca. 82 km bzw. gut 180 km in nordwestlicher bzw. in westlicher Richtung entfernt. Nächstgelegene Stadt ist Kannad (ca. 18 km östlich); in der näheren Umgebung der Höhlen befinden sich nur kleinere Dörfer.

## Geschichte
Stifter oder Auftraggeber der Höhlen sind unbekannt; Inschriften, architektonische Details und der insgesamt eher schlechte Erhaltungszustand lassen auf eine Entstehungszeit vom 3. Jahrhundert v. Chr. bis zum 2. Jahrhundert n. Chr. schließen. Im 19. Jahrhundert wurden sie von den Briten „wiederentdeckt“.

## Architektur
Kultzentrum der Anlage ist eine ca. 15 m tiefe dreischiffige Chaitya-Halle (Nr. 3). Um diese herum gruppieren sich mehrere Wohnhöhlen (viharas). Knapp 100 m südwestlich des Hauptkomplexes befinden sich vier kleinere Höhlen (Nrn. 10–13), davon drei mit Votivstupas.

## Skulpturen und Malereien
Einmalig für die frühbuddhistischen Höhlenklöster ist eine Reihe von (inzwischen kopflosen) ca. 3 m großen Elefanten sowie zwei Wächterfiguren an einer Mönchszelle. An mehreren Stützen der Chaitya-Halle finden sich Reste von Malereien, die allerdings erst ins 4. Jahrhundert datiert werden.